# Riadh Sidaoui

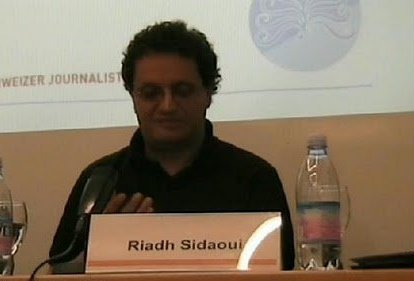
Riadh Sidaoui, 2007

Riadh Sidaoui (arabisch رياض الصيداوي, DMG Riyāḍ aṣ-Ṣīdāwī, * 14. Mai 1967 in Bou Hajla) ist ein tunesisch-schweizerischer Schriftsteller, Journalist und Politikwissenschaftler.
Er ist Leiter des in Genf ansässigen Arabischen Zentrums für politische und soziale Forschung und Analyse (CARAPS) und Herausgeber der Webseiten Taqadoumiya (التقدمية) seit 2010 und The Progressive seit 2011, welche in Saudi-Arabien zensiert werden. Er veröffentlicht Artikel, besonders in den in London erscheinenden Zeitungen al-Hayat, Azzaman und al-Quds al-arabi.

## Leben
Nach dem Baccalauréat studierte Sidaoui am tunesischen Institut für Presse- und Informationswissenschaften, wo er 1992 ein Maîtrise-Diplom in Journalismus  erhielt. 1995 erhielt er einen diplôme d'études approfondies von der Fakultät für Rechts- und Politikwissenschaften in Tunis in Politikwissenschaft. Anschließend absolvierte er in Genf ein Studium im Fach Entwicklungsforschung. 1997 bekam er das diplôme d’études supérieures aus dem Hochschulinstitut für internationale Studien und Entwicklung der Universität Genf. 1998 erlangte er das diplôme d’études supérieures in Politikwissenschaft der Universität Genf.
Sidaoui ist Kenner der arabischen Welt, des Islamismus und der Demokratisierungsprozesse in der Region. Er ist einer der Befürworter der Demokratisierung in der arabischen Welt und der Emanzipation der muslimischen Frauen. Für ihn ist der saudische Wahhabismus eine Gefahr für den Islam, die Muslime und die Menschheit.
Während des Arabischen Frühlings plädierte er für die Einrichtung eines Wohlfahrtsstaates, der den Bürger schützt, und dafür, durch die Durchführung von Kommunalwahlen eine wirkliche Demokratie aufzubauen.
Sidaoui kritisiert die katarische Politik, die er als eine absolute Diktatur im totalen Bruch mit der Demokratie bezeichnet, und leitete das „Internationale Komitee für die Befreiung der katarischen Dichter Mohammed Ibn al-Dheeb al-Ajami“, das im Jahr 2013 gegründet wurde und das beim UN-Menschenrechtsrat ansässig ist. Al Ajami wurde am 15. März 2016 freigelassen.
Während seiner journalistischen Tätigkeit führte Sidaoui mehrere Interviews mit Persönlichkeiten wie dem algerischen Minister Ahmed Taleb Ibrahimi, aber auch dem ersten algerischen Präsidenten Ahmed Ben Bella, mit dem er freundschaftliche Beziehungen unterhält, Mohammed Fawzi, Ahmed Hamrouche, Moncef Marzouki oder seinem Professor an der Universität Genf, der sein persönlicher Freund wurde, Jean Ziegler, mit dem er in die Alpen reiste. Im Sommer 1992 verbrachte Sidaoui in Kairo mehrere Tage mit Sami Sharaf, einem der Gründer des ägyptischen General Intelligence Service. Dank dessen Hilfe konnte Sidaoui die Arbeit an seinem Buch Heikal oder die geheime Akte der arabischen Erinnerung abschließen. 1998 reiste Sidaoui für eine Arbeit im Auftrag der SRG SSR nach Algerien und interviewte mehrere algerische Politiker, wie Abdallah Djaballah, Louisa Hanoune und Chérif El Hachemi.
2013 beauftragte die ehemalige Ehefrau des saudi-arabischen Königs Abdullah ibn Abd al-Aziz, Prinzessin Alanoud D. Alfayez, den Rechtsanwalt und ehemaligen französischen Außenminister Roland Dumas und den Juristen Max Coupé, sich mit dem „Fall der vier Prinzessinnen“ zu befassen; die Prinzessin bat Sidaoui auch, ihr persönlicher Vertreter zu werden. Denn seit fast zwölf Jahren stehen die Töchter Alanouds, Prinzessinnen in Saudi-Arabien, unter Hausarrest.
Sidaoui erklärt die russischer Überfall auf die Ukraine seit 2022  als den Beginn einer neuen Weltordnung. Dies sei eine Fortsetzung des Russischen Militäreinsatzes in Syrien, da bei früheren westlichen Militärinterventionen, insbesondere im Irak und in Libyen, die Russen beim Sturz der irakischen und libyschen Regime passiv geblieben seien. Sidaoui zufolge begann dieser Wandel mit dem Arabischen Frühling 2011 im Rahmen eines "kalten Krieges" zwischen internationalen Wirtschaftsmächten, von denen einige alt und andere neu entstanden sind.

## Schriften
- Nasserische Dialoge (arabisch حوارات ناصرية). Arabesques, Tunis 1992 (Neuauflage: Centre arabe de recherches et d’analyses, Beirut 2003), ISBN 9973-763-00-9.
- Heikal oder die geheime Akte des arabischen Gedächtnisses (هيكل أو الملف السري للذاكرة العربية), Tunis 1993 (Neuauflage: Kairo 2000; Beirut 2003), ISBN 9973-17-315-5.
- Konflikte der politischen und militärischen Eliten in Algerien: Die Partei, die Armee und der Staat (صراعات النخب السياسية والعسكرية في الجزائر: الحزب، الجيش، الدولة). Arab Institute for Research and Publishing, Beirut 2000.
- Jean Ziegler spricht zu den Arabern (جان زجلر يتحدث إلى العرب). Centre arabe de recherches et d’analyses, Beirut 2003.
- Die Schlachten von Abdel Nasser (معارك عبد الناصر), Centre arabe de recherches et d’analyses, Beirut 2003.
- Islamismus in Algerien: Eine Revolution im Gange? (L’islamisme en Algérie: une révolution en marche?), Université de Genève, Genf 1998.
- FIS, Armee, GIA: Sieger und Besiegte (FIS, armée, GIA: vainqueurs et vaincus.), Publisud, Paris 2002.[24]
- Die algerische Armee, 40 Jahre interner Veränderungen (L’Armée algérienne, 40 ans de mutations internes.), Centre arabe de recherches et d’analyses, Paris 2003.
- Wahlen, Demokratie und Gewalt in Algerien (الانتخابات و الديموقراطية و العنف في الجزائر). Vorwort von Slimane Riachi: La crise algérienne (الأزمة الجزائرية). Centre for Arab Unity Studies, Beirut 1999, S. 527–548.
- The Inner Weakness of Arab Media. In: Natascha Fioretti, Marcello Foa: Islam and the Western World: the Role of the Media. European Journalism Observatory, Lugano 2008 (caraps.net (Memento vom 3. Dezember 2013 im Internet Archive) englisch).
- Von Tunis nach Damaskus: Verborgene Realitäten des Arabischen Frühlings (ar من تونس إلى … دمشق: حقائق خفية عن الربيع العربي), Caraps, Tunis, 2015 ;
- Der arabische Blut-Herbst: Die Geheimnisse von Daesh und Co. (ar خريف الدم العربي، أسرار داعش و أخواتها), Caraps, Tunis, 2015 ;
- Vom Arabischen Frühling zu Daesh (Du printemps arabe à Daech), Apollonia, Tunis, 2017, ISBN 978-9973-827-88-3 ;
- Ende der Ära Bouteflika: Konflikte zwischen politischen und militärischen Eliten in Algerien (ar نهاية زمن بوتفليقة، صراعات النخب السياسية والعسكرية في الجزائر), Caraps, Tunis, 2019 (Neuauflage: Bahaeddine éditions et diffusions, Alger, 2020) ISBN 978-9931-322-33-7.